# Tres (musikinstrument)
Tres (spanska för tre) är ett kubanskt stränginstrument med sex strängar fördelat på tre körer. Den har en en framträdande roll i Son cubano, och ingår i ett flertal afrokubanska genrer.
En puertoricansk tres har i stället nio strängar, och en något annorlunda kropp.